# Lista de subculturas

## A
- Afrofuturismo
- Anarcopunk
- Atleta
- Alternativo

## B
- BDSM
- Beatnik (ver Geração Beat) [1]
- Bent edge
- Bōsōzoku[2]
- Bills[3]
- Biopunk[4][5]
- Boêmia
- Bro culture
- Bronies
- Bodgies e Widgies
- Bogan
- B-boy
- Boyceta

## C
- Cacophony Society
- Caminhoneiro
- Caça-fantasma
- Casual

- Chonga
- Cosplayers[6]
- Crust punk
- Criptozoologia
- Cubing
- Clubber
- Cyberpunk[7]
- Cybergoth[8]
- Comunidade virtual
- Cholos & Cholas
- Chav
- Cottagecore
- Crusties

## D
- Dândi
- Dark academia
- Deadhead
- Decora

- Demoscene
- Dizelaši
- Drag
- Dresiarz
- Dieselpunk
- Desciclopedianos

## E
- E-girls e e-boys
- Emo
- Eshay

## F
- Fandom
- Fisiculturismo[9]
- Freak scene[10]
- Furries
- Futurismo
- Funkeiros

## G
- Gabber
- Gamer
- Glam Rock
- Glam Metal[11]
- Góticos[12]
- Greasers[13]
- Grafiteiros
- Gutter punk
- Gopnik
- Grunge
- Geek
- Guido / Goombah
- Gyaru
- Gangue de motoqueiros

## H
- Hacker
- Halbstarke
- Hardcore punk
- Hardline
- Headbanger[14]
  - Metalcore[15]
  - Motorheadbangers[16]
- Hepcat
- Hip hop,
- Hippie[17]
- Hipster
- Hobo
- Hooligans
- Hulkamaníaco

- Hipismo

## I
- Incroyables
- Indie
- Industrial[18]

## J
- Jedi
- Juggalo
- Junglist

## K
- K-pop

## L
- Laddism
- La Sape
- Leather
- Live Action Role-Players
- Losties[19][20]
- Lolita[21][22]

## M
- Makers
- Mangás
- Merveilleuses
- Mandrake
- Melindrosa
- Mod,[23] (ver Mod revival)
- Motoclubes

## N
- Nerd
- New Romantic[24]
- New age
- New Age Travellers
- Nudismo/Naturismo[25]

## O
- Ofnik
- Otaku[26][27]
- Otherkin
- Omorashi
- Observação de pássaros

## P
- Pachuco
- Patricinha
- Paninaro
- PC Master Race
- Peckerwood
- Pitboy
- Preppy[28]
- Psicodelia[29][30] e psiconautas[31][32]
- Psychobillies
- Punk[33]
- Playboy

## Q
- QAnon

## R
- Raggare
- Railfan
- Rave
- Redneck
- Riot grrrl
- Rivethead
- Rockabilly[34]
- Rocker[33]
- Role-playing gamers
- Rolezeiro
- Rude boy[34]

## S
- Seapunk[35]
- Scene
- Scooterboy[33]
- Skatistas
- Skate punk[36][37]
- Skinhead[38]
  - Skinhead gay,[38] Redskin, Skinhead trojan, Skinhead white power & Suedehead[39]

- Soft grunge
- Solarpunk
- Soulboy[40]
- Stargate fandom
- Steampunk
- Stilyagi
- Straight edge
- Surfistas
- Sharpies
- Schwarze Szene
- Sobrevivencialismo

## T
- Tamarro (subcultura italiana dos anos 90) [41]
- Teenybopper
- Terraplanistas[42][43][44]
- Teddy Boy[45]
- Trekkie
- Tecnossexual

## U
- Ufólogos
- Ulzzang

## V
- Vaporwave
- Vocaloid
- VSCO girl
- Viking

## W
- Warez scene[46][47]
- Wikipedistas

## Y
- Yé-yé
- Yo
- Yuppie

## Z
- Zazou
- Zef